# Phenacoccus herreni
Phenacoccus herreni är en insektsart som beskrevs av Cox och Williams 1981. Phenacoccus herreni ingår i släktet Phenacoccus och familjen ullsköldlöss. Inga underarter finns listade i Catalogue of Life.